# Mușkariv, Borșciv
Mușkariv (în ucraineană Мушкарів) este un sat în comuna Bilce-Zolote din raionul Borșciv, regiunea Ternopil, Ucraina.

## Demografie
Componența lingvistică a localității Mușkariv
     Ucraineană (98,14%)
     Rusă (1,24%)
     Alte limbi (0,62%)
Conform recensământului din 2001, majoritatea populației localității Mușkariv era vorbitoare de ucraineană (98,14%), existând în minoritate și vorbitori de rusă (1,24%).